# Alessandro Bastoni
Alessandro Bastoni (* 13. April 1999 in Casalmaggiore, Provinz Cremona) ist ein italienischer Fußballspieler. Der Innenverteidiger steht bei Inter Mailand unter Vertrag und ist Nationalspieler.

## Karriere
Alessandro Bastoni begann seine Karriere 2004 in der Jugend der US Cannatese, bei der sein Vater als Trainer tätig war. Zwei Jahre später kam er in die Jugend von Atalanta Bergamo, in der er elf Jahre ausgebildet wurde. Schon im Oktober 2016 erhielt er die erste Nominierung in den Kader für ein Liga-Pflichtspiel der ersten Mannschaft, wurde aber nicht eingesetzt. Sein Debüt im Profifußball gab er schließlich einen Monat später am 30. November in der vierten Runde der Coppa Italia. Beim 3:0-Heimsieg seiner Mannschaft über Delfino Pescara 1936 wurde er von Beginn an aufgeboten und über die gesamte Spielzeit eingesetzt. Nachdem er seit Oktober 2016 regelmäßig auf der Bank während der Ligaspiele gesessen hatte, kam er am 22. Januar 2017 zu seinem ersten Spiel in der Serie A. Beim 1:0-Heimsieg über Sampdoria Genua wurde er erneut von Beginn an und bis zum Abpfiff der Partie eingesetzt. Bis zum Ende der Saison kam er zu zwei weiteren Einsätzen in der Liga.
Am 31. August 2017 verpflichtete der Ligakonkurrent Inter Mailand Bastoni. Allerdings einigte man sich mit Bergamo zugleich auf ein Leihgeschäft des Spielers bis Mitte 2019, wodurch ein Wechsel faktisch vorerst nicht stattfand. Bastoni kam während der Saison 2017/18 zu fünf Pflichtspieleinsätzen für Bergamo, wobei er auch unregelmäßig in der A-Jugend des Vereins aktiv war. Mit dieser gewann er die Meisterschaft der A-Jugend-Liga.
Am 14. Juli 2018 beendeten Mailand und Bergamo das Leihgeschäft von Bastoni vorzeitig, der gleichzeitig seine Vertragslaufzeit bei Inter bis Mitte 2023 verlängerte. Anfang August verlieh Inter ihn zum Ligakonkurrenten Parma Calcio für die Saison 2018/19. Sein Debüt für die Mannschaft gab er am 7. Oktober beim 3:1-Auswärtserfolg über den CFC Genua. Er wurde dabei nach 61 Spielminuten für Antonio Di Gaudio eingewechselt. Im Sommer 2023 verlängerte er seinen Vertrag in Mailand bis 2028. In der Saison 2023/24 wurde Bastoni mit Inter italienischer Meister, er stand dabei in 28 Ligaspielen auf dem Platz.
Bei der siegreichen Europameisterschaft 2021 stand er im italienischen Kader und kam im dritten Gruppenspiel beim 1:0-Sieg über Wales zum Einsatz. Bei der Europameisterschaft 2024 gehört Bastoni ebenfalls zum italienischen Aufgebot.

## Erfolge
Inter Mailand
- Italienischer Meister (2): 2020/21, 2023/24
- Italienischer Supercupsieger: 2021
- Italienischer Pokal: 2022/23

Nationalmannschaft
- Europameister: 2021

Auszeichnungen
- Verdienstorden der Italienischen Republik (Ritter) – für den Gewinn der Europameisterschaft 2021[14]
- Team des Jahres der Serie A (3): 2021, 2023, 2024
- Spieler des Monats der Serie A: März 2024
- Abwehrspieler der Saison der Serie A (2): 2023/24, 2024/25